# Siq (Petra)
al-Siq (in arabo السيق‎?) è una gola che costituisce l'ingresso principale all'antica città di Petra nel sud della Giordania. La buia e stretta gola (in alcuni punti non vi sono più di 2 metri fra una parete e l'altra) si snoda per circa 1.600 metri e termina di fronte al monumento più noto di Petra, el Khasneh.

## Storia

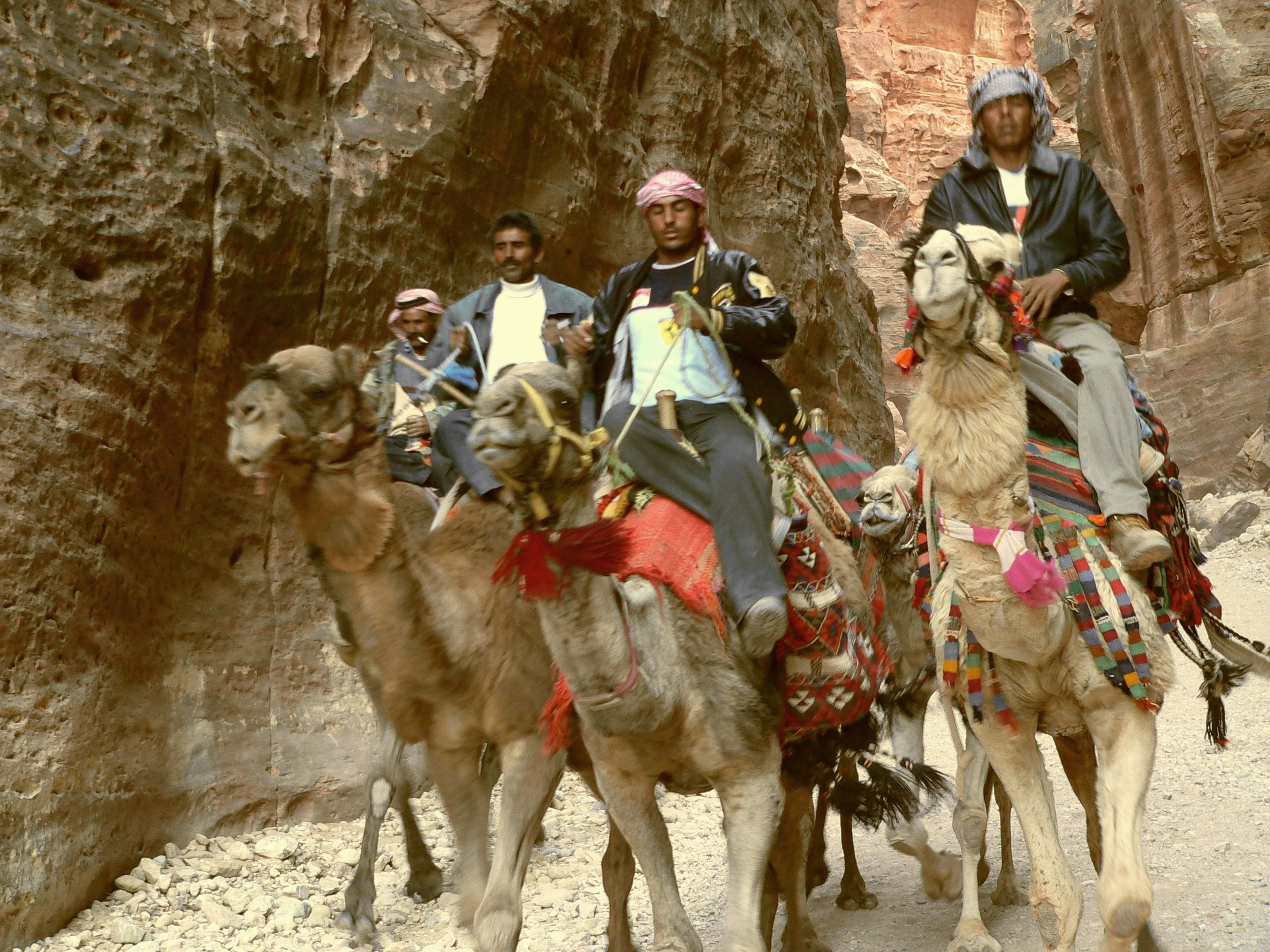
Dromedari in un punto molto stretto del Siq.

Il Siq è una faglia geologica naturale prodotta da forze tettoniche e levigata dall'erosione dell'acqua. Le muraglie che racchiudono il Siq sono alte fra 91 e 182 metri.
All'ingresso al Siq vi è una enorme diga, ricostruita nel 1963 e poi ancora nel 1991, progettata per sbarrare la foce del Siq e reindirizzare le acque del Wadi Musa. La diga è una ricostruzione abbastanza fedele di quella realizzata dai Nabatei per controllare il Wadi Musa tra il I secolo a.C. e gli inizi del I secolo. L'ingresso contiene anche i resti di un arco monumentale, del quale solo i due pilastri e alcune pietre dell'arco stesso sono sopravvissute. L'arco è crollato nel 1896 a seguito di un terremoto ma il suo aspetto è noto per essere stato rappresentato su una litografia di David Roberts.
Il Siq venne utilizzato come ingresso carovaniero alla città di Petra. Lungo entrambe le pareti della gola sono scavate una serie di nicchie votive che suggeriscono che il Siq era sacro al popolo dei Nabatei. Nel 1998, venne scoperto un gruppo di statue, nel corso di scavi realizzati per abbassare il livello della strada di circa due metri. Anche se la parte superiore è fortemente erosa, è ancora possibile riconoscere le figure di due commercianti, ognuno dei quali tiene per le redini due cammelli. Le figure sono quasi il doppio delle dimensioni naturali.
Lungo il Siq vi è un certo numero di locali sotterranei la cui funzione non è stata ancora chiarita. La possibilità che siano state tombe è stata esclusa e gli archeologi trovano difficile credere che fossero abitazioni. Secondo la maggioranza sarebbero stati dei rifugi delle guardie che difendevano l'ingresso principale di Petra.